# Nassour Guelendouksia Ouaido
Nassour Guelendouksia Ouaido (* 1947) war unter Präsident Idriss Déby vom 17. Mai 1997 bis zum 13. Dezember 1999 Premierminister des Tschad. 2002 wurde er Präsident der Nationalversammlung.